# Cronologia da pandemia de COVID-19 em Israel
Este artigo documenta a cronologia da pandemia de COVID-19 em Israel.

## Cronologia

### Fevereiro de 2020
- 21 de fevereiro: Israel confirma o primeiro caso do novo coronavírus no país. Um cidadão israelense, que voou do Japão para casa no início desta semana depois de ser colocado em quarentena em um navio de cruzeiro Diamond Princess, na costa do Japão, testou positivo para COVID-19 em um exame do laboratório central do Ministério da Saúde do país.[1][2][3]

### Março de 2020
- 4 de março: O primeiro-ministro de Israel, Benjamin Netanyahu, ordena uma quarentena de duas semanas para as pessoas que chegam da França, Alemanha, Espanha, Áustria e Suíça devido à propagação do novo coronavírus.[4]
- 9 de março: Um trabalhador da embaixada de Israel em Atenas é diagnosticado com o novo coronavírus.[5]
- 15 de março: O julgamento do primeiro-ministro de Israel, Benjamin Netanyahu, em três casos de corrupção é adiado por mais de dois meses devido à propagação do novo coronavírus.[6][7]

### Abril de 2020
- 2 de abril: O ministro da Saúde de Israel, Yaakov Litzman, e sua esposa testam positivo para a COVID-19.[8][9]
- 12 de abril: O ex-rabino-chefe de Israel, Eliyahu Bakshi-Doron, morre no Hospital Shaare Zedek, em Jerusalém, após contrair o novo coronavírus.[10]
- 24 de abril: O governo de Israel aprova o bloqueio total de vários bairros nas cidades de Beit Shemesh e Netivot a partir do dia 26 do mesmo mês após o aumento de casos do novo coronavírus em ambas as localidades.[11]

### Maio de 2020
- 20 de maio: O governo de Israel aprova a redução das restrições ao distanciamento social e à reunião em espaços públicos.[12]

### Julho de 2020
- 1 de julho: O parlamento de Israel aprova uma lei que permite ao governo usar sua agência de segurança doméstica para rastrear as infecções de COVID-19 por causa do aumento de casos da doença.[13]

### Agosto de 2020
- 1 de agosto: Milhares de israelenses protestam contra o primeiro-ministro do país, Benjamin Netanyahu, exigindo a renúncia dele por suposta corrupção e o ressurgimento de casos do novo coronavírus.[14]
- 21 de agosto: O número de casos confirmados do novo coronavírus em Israel ultrapassa 100.000, registrado pelo Ministério da Saúde do país.[15]

### Setembro de 2020
- 3 de setembro: O governo de Israel anuncia o bloqueio total que afeta 30 áreas um dia após detectar mais de 3.000 novos casos em único dia.[16]
- 6 de setembro: O número de mortes causadas pelo novo coronavírus em Israel ultrapassa a marca de 1.000, registrada pelo Ministério da Saúde do país.[17][18][19]
- 23 de setembro: O número de casos confirmados do novo coroanvírus em Israel ultrapassa 200.000, registrado pelo Ministério da Saúde do país.[20]

### Outubro de 2020
- 5 de outubro: O principal rabino do Muro das Lamentações, Shmuel Rabinovitch, ora pela recuperação do presidente dos Estados Unidos, Donald Trump, que foi hospitalizado com o novo coronavírus.[21]
- 12 de outubro: O número de mortes causadas pelo novo coronavírus em Israel ultrapassa a marca de 2.000, registrada pelo Ministério da Saúde do país.[22]
- 15 de outubro: O número de casos confirmados do novo coroanvírus em Israel ultrapassa 300.000, registrado pelo Ministério da Saúde do país.[23]

### Dezembro de 2020
- 14 de dezembro: O número de mortes causadas pelo novo coronavírus em Israel ultrapassa a marca de 3.000, registrada pelo Ministério da Saúde do país.[24]
- 19 de dezembro: O primeiro-ministro de Israel, Benjamin Netanyahu, recebe a primeira dose da vacina da Pfizer contra a COVID-19.[25][26]
- 20 de dezembro: O primeiro-ministro de Israel, Benjamin Netanyahu, declara que todos os voos comerciais do Reino Unido, da Dinamarca e da África do Sul são suspensos.[27]
- 23 de dezembro: Quatro casos da nova variante do coronavírus, identificada no Reino Unido, são detectados em Israel.[28]
- 24 de dezembro: O governo de Israel anuncia o terceiro bloqueio total para conter o novo coronavírus em todo o país pouco dias após o início da vacinação contra o vírus.[29]
- 27 de dezembro: As autoridades prisionais de Israel fecham completamente a prisão de Ramon no norte do país após a detecção de várias infecções causadas pelo novo coronavírus.[30]
- 27 de dezembro: O número de casos confirmados do novo coroanvírus em Israel ultrapassa 400.000, registrado pelo Ministério da Saúde do país.[31]

### Janeiro de 2021
- 1 de janeiro: Israel atinge a marca de um milhão pessoas vacinadas contra o novo coronavírus 12 dias após o início da vacinação.[32][33]
- 3 de janeiro: Mais de 10% de população de Israel é vacinada em duas semanas.[34]
- 4 de janeiro: O Ministério da Saúde de Israel autoriza o uso da vacina contra COVID-19, desenvolvida pela farmacêutica americana Moderna Inc.[35]
- 9 de janeiro: Quatro casos da cepa altamente contagiosa do coronavírus da África do Sul são encontrados em Israel pela primeira vez.[36]
- 10 de janeiro: O número de pacientes com novo coronavírus em estado grave ultrapassa 1.000 pela primeira vez desde o início da pandemia. A marca é registrada pelo Ministério da Saúde do país.[37]
- 12 de janeiro: O número de casos confirmados do novo coronavírus em Israel ultrapassa 500.000, registrado pelo Ministério da Saúde do país.[38]
- 17 de janeiro: O número de mortes causadas pelo novo coronavírus em Israel ultrapassa a marca de 4.000, registrada pelo Ministério da Saúde do país.[39][40][41]
- 24 de janeiro: O governo de Israel suspende a maioria dos voos de entrada e saída por uma semana para conter a disseminação de novas variantes do coronavírus.[42]
- 31 de janeiro: Israel entrega 5.000 doses da vacina contra o novo coronavírus à Palestina pela primeira vez.[43]

### Fevereiro de 2021
- 2 de fevereiro: A Autoridade Palestina começa a vacinação contra COVID-19 na região ocupada da Cisjordânia após receber 2.000 doses da vacina.[44]
- 5 de fevereiro: O número de mortes causadas pelo novo coronavírus em Israel ultrapassa a marca de 5.000, registrada pelo Ministério da Saúde do país.[45][46]
- 16 de fevereiro: Israel bloqueia a remessa de 1.000 doses da vacina russa Sputnik V para os profissionais de saúde na Faixa de Gaza. A Autoridade Palestina acusa Israel de interromper a remessa de vacina.[47]
- 21 de fevereiro: Uma variante do coronavírus originária de Uganda é encontrada em Israel.[48]
- 23 de fevereiro: O governo de Israel doa uma quantidade das vacinas contra COVID-19 à Autoridade Palestina e ao Honduras.[49]
- 25 de fevereiro: A Autoridade Palestina condena a promessa de Israel de enviar as vacinas contra COVID-19 para os países aliados e ignorar a população palestina.[50]

### Março de 2021
- 6 de março: O governo de Israel vota para aprovar a reabertura da economia, incluindo restaurantes, salas de eventos e aeroporto.[51]
- 10 de março: A proposta do primeiro-ministro de Israel, Benjamin Netanyahu, que estabelece o passaporte de vacinação entre França e Israel, é rejeitada pelo governo francês.[52]
- 11 de março: As Forças de Defesa de Israel torna-se o primeiro exército do mundo a concluir a campanha de vacinação contra o novo coronavírus para os militares.[53]
- 14 de março: O número de mortes causadas pelo novo coronavírus em Israel ultrapassa a marca de 6.000, registrada pelo Ministério da Saúde do país.[54]
- 18 de março: O governo de Israel autoriza a maior flexibilização das restrições de bloqueio, aumentando os limites de capacidade em eventos culturais e esportivos.[55]
- 25 de março: O ministro da Saúde de Israel, Yuli Edelstein, anuncia que mais da metade da população recebeu ambas as doses da vacina contra COVID-19.[56]
- 30 de março: O Ministério da Saúde de Israel anuncia que uma variante do novo coronavírus originada em Israel já existe há 8 meses.[57]

### Abril de 2021
- 6 de abril: O Ministério da Saúde de Israel decide proibir a realização de testes sorológicos contra COVID-19.[58]
- 12 de abril: O governo de Israel aprova parcialmente a reabertura do sistema educacional em plena capacidade a partir de 18 de abril.[59]
- 16 de abril: O Ministério da Saúde de Israel registra sete casos da variante do novo coronavírus com mutações, encontradas pela primeira vez na Índia.[60]
- 22 de abril: O Ministério da Saúde de Israel não registra a morte causada pelo novo coronavírus pela primeira vez desde 29 de junho de 2020.[61][62]

### Julho de 2021
- 7 de julho: O primeiro caso da chamada variante Delta Plus do coronavírus é detectado em Israel.[63]
- 8 de julho: Os hospitais de Israel relatam duas mortes por complicações da COVID-19, as primeiras mortes pela doença registradas em mais de duas semanas.[64]

### Outubro de 2021
- 20 de outubro: O primeiro caso da variante Delta do coronavírus, conhecida como AY4.2, é detectado em Israel.[65]

### Novembro de 2021
- 23 de novembro: A vacinação contra COVID-19 em Israel começa para crianças de 5 a 11 anos. Israel torna-se o segundo país do mundo a iniciar a vacinação para essa faixa etária, depois os Estados Unidos.[66]

### Dezembro de 2021
- 27 de dezembro: Um hospital israelense em Tel Aviv inicia um estudo sobre a eficácia da quarta dose da vacina contra COVID-19. A enfermeira do hospital da mesma cidade, Orna Rahminov, é a primeira pessoa a ser vacinada contra a doneça com a quarta dose no país.[67][68]